# Сулфит
Сулфит је хемијско једињење које садржи сулфитни јон 32-.
Најпознатије једињење које садржи сулфитни јон је сумпораста киселина
Познати сулфити су: